# Bùi Văn Sự
Bùi Văn Sự (* 14. April 1994) ist ein vietnamesischer Leichtathlet, der sich auf den Zehnkampf spezialisiert hat.

## Karriere
Erste internationale Erfahrungen sammelte Bùi Văn Sự im Jahr 2017, als er bei den Südostasienspielen in Kuala Lumpur mit 6737 Punkten die Bronzemedaille im Zehnkampf hinter dem Philippiner Aries Toledo und Sutthisak Singkhon aus Thailand gewann. Zwei Jahre später gewann er dann bei den Südostasienspielen in Capas mit neuer Bestleistung von 6911 Punkten die Silbermedaille hinter dem Philippiner Toledo und 2022 wurde er bei den Südostasienspielen in Hanoi mit 6916 Punkten Vierter.
In den Jahren 2015, 2019 und 2021 wurde Bùi vietnamesischer Meister im Zehnkampf.

## Persönliche Bestleistungen
- Zehnkampf: 7072 Punkte: 24. Oktober 2017 in der Ho-Chi-Minh-Stadt